# Asura semivitrea
Asura semivitrea är en fjärilsart som beskrevs av Rothschild 1913. Asura semivitrea ingår i släktet Asura och familjen björnspinnare. Inga underarter finns listade i Catalogue of Life.